# Selinum coriaceum
Selinum coriaceum är en flockblommig växtart som beskrevs av Jevgenij Korovin. Selinum coriaceum ingår i släktet krusfrön, och familjen flockblommiga växter. Inga underarter finns listade i Catalogue of Life.